# Вагхальтер, Генрик
Генрик Вагхальтер (пол. Henryk Waghalter; 1 февраля 1869, Варшава — 29 августа 1961, Ченстохова) — польский виолончелист и композитор еврейского происхождения. Представитель четвёртого поколения семьи музыкантов, начало которой положил Лейбусь Вагхальтер (пол. Lejbuś Waghalter; 1790—1868). Брат Владислава и Игнаца Вагхальтеров.
Учился в Варшавском институте музыки в 1887—1892 гг. у Владислава Алоиза и Антония Цинка (виолончель) и Зыгмунта Носковского (композиция). Затем совершенствовался как исполнитель под руководством Хуго Беккера во Франкфурте-на-Майне и Юлиуса Кленгеля в Лейпциге, изучение композиции продолжил у Фридриха Гернсхайма в Берлине и у Антонина Дворжака в Праге.
Вернувшись в Варшаву, был многолетним концертмейстером Варшавской оперы; Казимеж Вилкомирский вспоминает о Вагхальтере как о человеке «вечно недовольном, резком, ироничном, тщеславном, завистливом, склонном к стычкам с коллегами». С 1897 г. преподавал музыку в Варшавском институте глухонемых и слепых.
В годы Второй мировой войны находился в Варшавском гетто, оказавшись среди немногих выживших. 1 июля 1941 года 45-летие музыкальной карьеры Вагхальтера было отмечено подпольным концертом из его произведений. После войны обосновался в Ченстохове и до 1958 г. играл в местном оркестре, вёл педагогическую работу.
Автор камерных и оркестровых сочинений. Вагхальтеру принадлежит также ряд переложений для виолончели (в том числе произведений Фридерика Шопена), учебники виолончели и оркестровки (оба 1908).